# 1889 no desporto

## Eventos

### Futebol
- 5 de janeiro - O Preston vence o Notts County por 4 a 1 e torna-se campeão da Football League com três jogos de antecedência. O Preston é o primeiro clube campeão do campeonato inglês e o primeiro clube campeão invicto com 18 vitórias e 4 empates.[1]
- 24 de dezembro - Fundação do Club Atlético Rosario Central de Rosário, da Argentina.[2]

### Xadrez
- 20 de janeiro - Tem início a 2ª edição do Campeonato Mundial de Xadrez, em Havana, Cuba.
- 24 de fevereiro - Steinitz vence Chigorin e mantém o título de campeão mundial de xadrez.
- 25 de março a 27 de maio - Torneio de xadrez de Nova Iorque de 1889, vencido por Max Weiss.[3]

## Nascimentos
| Data           | Nome                    | Profissão            | Nacionalidade  | Observações | Ref          |
| -------------- | ----------------------- | -------------------- | -------------- | ----------- | ------------ |
| 16 de março    | Reggie Walker           | atleta, velocista    | África do Sul  | m. 1951     | [ 4 ] [ 5 ]  |
| 24 de março    | Alexia Bryn             | patinadora artística | Noruega        | m. 1983     | [ 6 ]        |
| 8 de maio      | Arthur Cumming          | patinador artístico  | Reino Unido    | m. 1914     | [ 7 ]        |
| 25 de outubro  | Smoky Joe Wood          | jogador de beisebol  | Estados Unidos | m. 1985     | [ 8 ]        |
| 9 de dezembro  | Hannes Kolehmainen      | atleta               | Finlândia      | m. 1966     | [ 9 ] [ 10 ] |
| 30 de dezembro | Opika von Méray Horváth | patinadora artística | Hungria        | m. 1977     | [ 11 ]       |

## Mortes
| Data | Nome | Profissão | Nacionalidade | Observações | Ref |
| ---- | ---- | --------- | ------------- | ----------- | --- |